# Šuja
Šuja (en hongrois : Suja) est une commune de la région de Žilina, en Slovaquie.

## Histoire
La première mention écrite du village date de 1393.

## Démographie

### Évolution de la population
| Année:               | 1994. | 2004. | 2014.   | 2024.   |
| -------------------- | ----- | ----- | ------- | ------- |
| Nombre de personnes: | 0     | 318   | 304     | 323     |
| Différence:          |       | –     | -4,40 % | +6,25 % |

| Année:               | 2023. | 2024.   |
| -------------------- | ----- | ------- |
| Nombre de personnes: | 318   | 323     |
| Différence:          |       | +1,57 % |